# ألين شارب
ألين شارب (بالإنجليزية: Allen Sharp)‏ هو ضابط ومحامي وقاضي أمريكي، ولد في 11 فبراير 1932 في واشنطن العاصمة في الولايات المتحدة، وتوفي في 10 يوليو 2009.